# Chiknayakanhalli
Chiknayakanhalli (en canarés: ಚಿಕ್ಕನಾಯಕನ ಹಳ್ಳಿ ) es una ciudad de la India en el distrito de Tumkur, estado de Karnataka.

## Geografía
Se encuentra a una altitud de 804 m s. n. m. a 138 km de la capital estatal, Bangalore, en la zona horaria UTC +5:30.

## Demografía
Según estimación 2011 contaba con una población de 26 865 habitantes.